# Đường hầm Lamač
Đường hầm Lamač (tiếng Slovakia: Lamačský tunel) là tên của hai đường hầm đường sắt ở vùng Bratislava, Slovakia.

## Lịch sử
Đường hầm Lamač số I (đường hầm cũ) là đường hầm đường sắt đầu tiên ở Slovakia và toàn bộ Hungary trước đây. Đường hầm này đồng thời là một trong những đường hầm đường sắt dài nhất vào thời kỳ đó. Việc xây dựng đường hầm bắt đầu vào năm 1844, nhằm phục vụ cho tuyến đường sắt Bratislava - Viên. Việc xây dựng do doanh nhân Felix Tallachini đảm nhiệm. Đường hầm được xây dựng theo phương pháp đào hầm của Áo, ban đầu được quy hoạch là đường đôi với chiều dài là 704 mét, sau này rút ngắn còn 592,5 mét. Đường hầm được khai trương vào năm 1848. Trước năm 2008, đường hầm vẫn chưa được điện khí hóa.
Đường hầm số II (đường hầm mới) là đường hầm bắt đầu được đào vào năm 1900 và hoàn thành vào năm 1902. Đường hầm được đào theo phương pháp của người Anh. Chiều dài của đường hầm là 595,61 mét. Việc đào đường hầm số II này bắt đầu do việc mở rộng đường hầm cũ thành đường đôi sẽ mất khoảng 6 năm, vì vậy người ta quyết định xây dựng một đường hầm hoàn toàn mới.